# Messina (provincie)
Messina was een van de negen provincies van de Italiaanse regio Sicilië. De hoofdstad was de gelijknamige havenstad Messina. Voor de provincie is in 2015 de nieuwe bestuurslaag metropolitane stad Messina in de plaats gekomen.
De provincie meet 3247 km² en telt 640.000 inwoners, waarvan het overgrote merendeel langs de kust woont. De provincie beslaat de gehele noordoosthoek van Sicilië en ligt aan zowel de Tyrreense Zee en de Straat van Messina. De Liparische of Eolische eilanden, waaronder het vulkanische eiland Stromboli, horen ook tot het grondgebied van Messina.
Messina is een bergachtige provincie. Het hoogste punt is de Monte Soro met 1847 meter.
De belangrijkste plaatsen naast Messina zijn Milazzo en Taormina, beide bij toeristen geliefde badplaatsen.
Messina grenst aan de provincies Catania, Palermo en Enna. De provincie Reggio di Calabria ligt op minimaal vier kilometer afstand aan de overkant van de straat van Messina.